# 泉武夫
泉 武夫（いずみ たけお、1940年 -　）は、日本の経済学者。専修大学名誉教授。元・専修大学北海道短期大学学長。

## 経歴
1965年専修大学経済学部卒業。1971年同大学院経済学研究科博士課程単位取得退学。
同経済学部助手に就任。1972年専修大学経済学部講師。1976年同経済学部助教授。1984年同経済学部教授。1995年同社会科学研究所長。1996年学校法人専修大学理事。
2003年専修大学北海道短期大学学長に就任。2006年同学長を退任し、専修大学経済学部教授。学校法人専修大学理事。
2011年専修大学定年退職。同名誉教授。

## 主要論文
- 『転換期における日本綿業--明治末期におけるその構造変化分析』（専修経済学論集 8号, 1969年）
- 『1910年代における日本綿糸紡績業の展開--特にその独占化に関して』（専修経済学論集 6巻2号, 1971年）
- 『「イギリス綿業報告」をとおして見た1930年前後のイギリス綿業の実情と日本の競争』（社会科学年報 18号, 1984年）
- 『1930年代世界綿布市場における日英綿業の確執』（社会科学年報 27号, 1993年）